# باریس اوزبک
باریس اوزبک (انگلیسی: Barış Özbek؛ زادهٔ ۱۴ سپتامبر ۱۹۸۶) بازیکن فوتبال اهل ترکیه است.
از باشگاه‌هایی که در آن بازی کرده‌است می‌توان به باشگاه فوتبال ترابزون‌اسپور، باشگاه فوتبال گالاتاسرای، باشگاه فوتبال یونیون برلین، باشگاه فوتبال روت‌وایس اسن، باشگاه فوتبال قیصریه‌اسپور، و باشگاه فوتبال دویسبورگ اشاره کرد.
وی همچنین در تیم‌های ملی فوتبال جوانان آلمان و زیر ۲۱ سال آلمان بازی کرده‌است.